# St. Laurentius (Żółkiewka-Osada)
Die St.-Laurentius-Kirche (Święty Wawrzyniec w Żółkiewce) ist eine  römisch-katholische Pfarrkirche in der Landgemeinde Żółkiewka, die zum Dekanat Turobin der Erzdiözese Lublin gehört. Die Pfarrei besteht seit 1417 und der heutige Sakralbau seit 1770.

## Geschichte

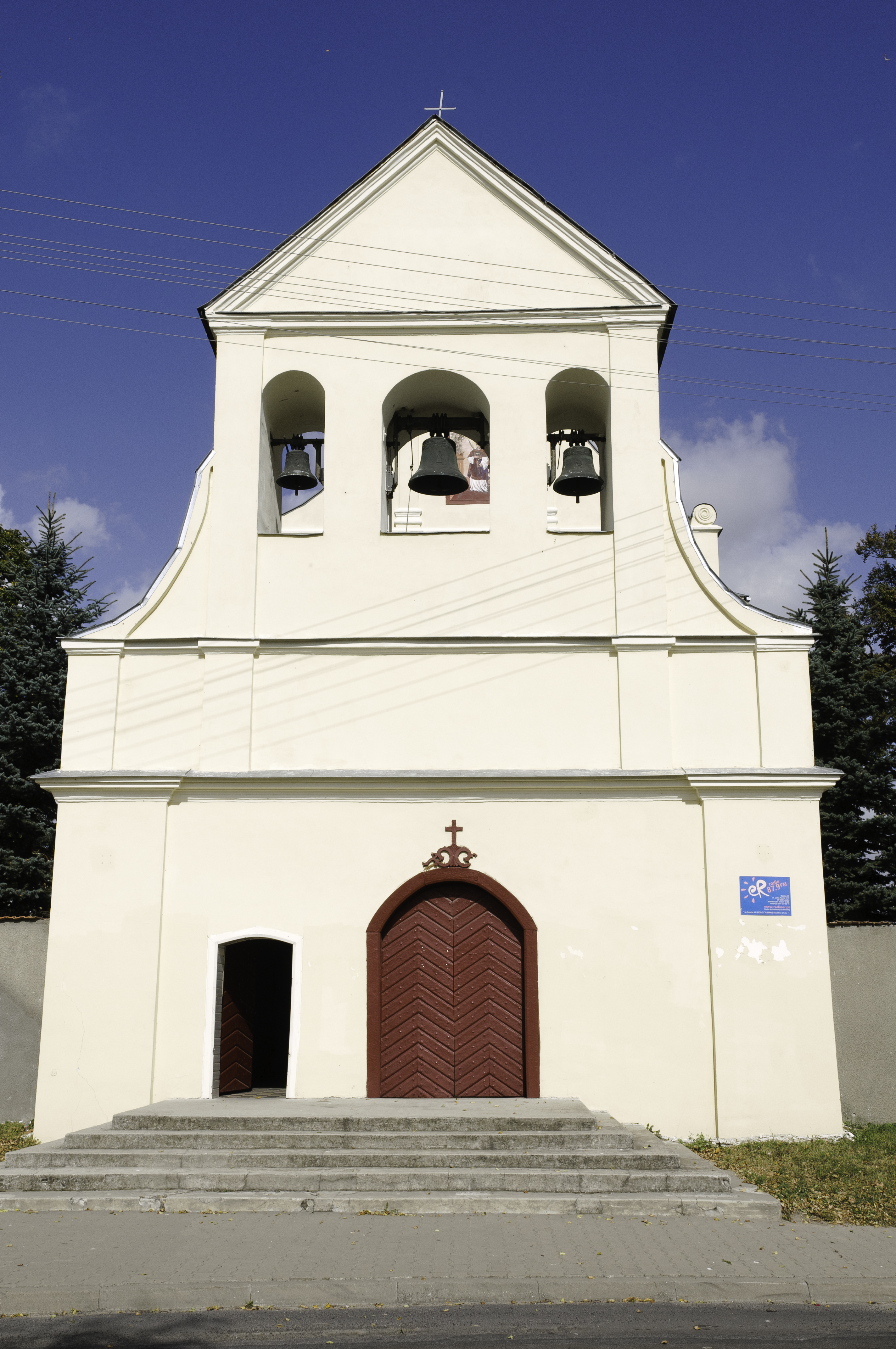
Torhaus mit Glockenspiel

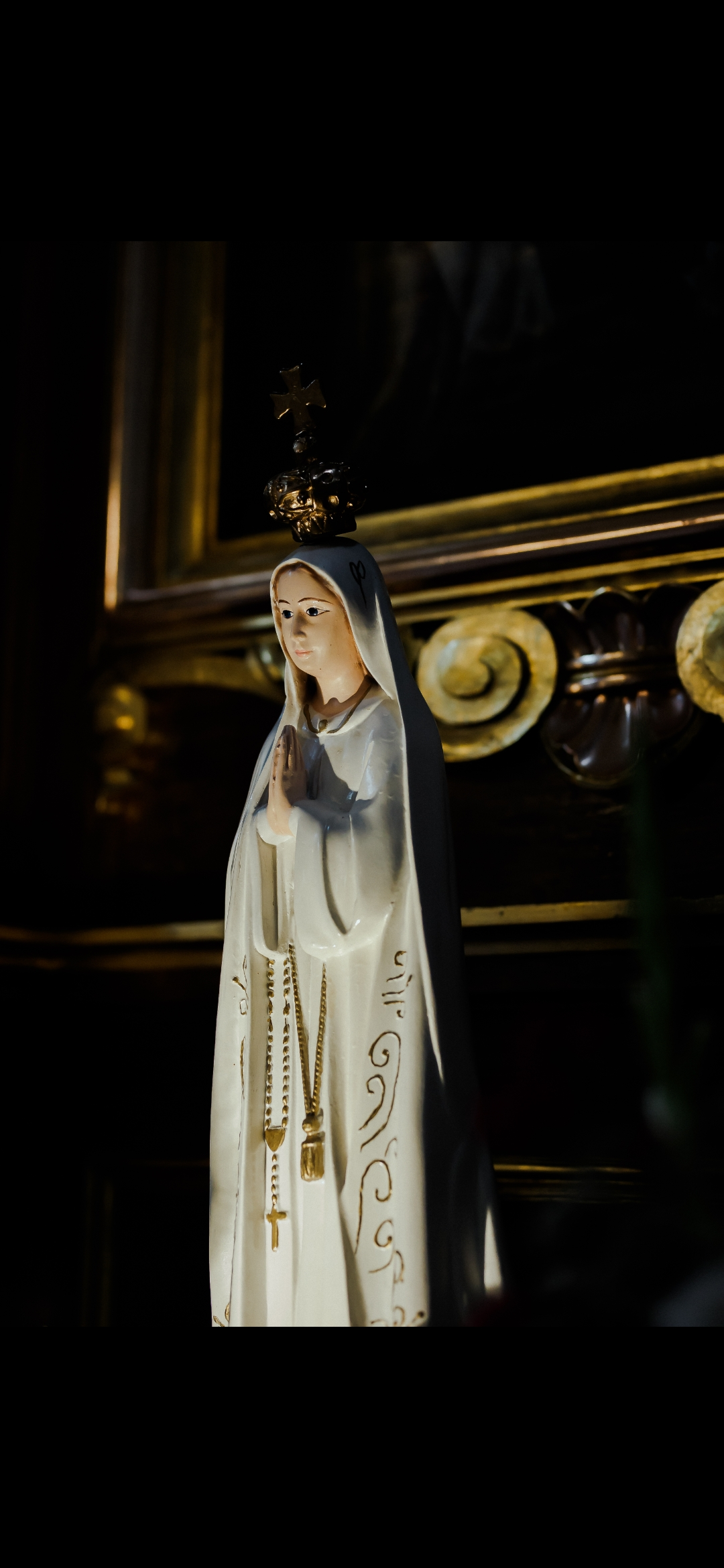
Heilige Maria im Altarraum

Die Pfarrei wurde 1417 gegründet; am Ort der heutigen Pfarrkirche stand ursprünglich eine Holzkirche. 
Während der Reformation in der zweiten Hälfte des 16. Jahrhunderts konvertierte der Grundherr Paweł Żółkiewski zum Calvinismus. Am Ende seines Lebens konvertierte er jedoch wieder zum Katholizismus und stiftete mit seinen Söhnen eine neue Holzkirche. 
Die dritte Holzkirche, die bis etwa 1770 erhalten blieb, wurde von Aleksander Żółkiewski erbaut.
Die heutige Kirche wurde zwischen 1769 und 1770 von Tomasz Stamierowski erbaut.
Der Gutsherr des Dorfes, Tomasz Stamierowski, gab den Bau anlässlich seiner Eheschließung in Auftrag. Im Stil des Spätbarock gestaltet wurde er 1770 fertiggestellt und im Jahr 1781 geweiht.

## Beschreibung
Der Kirchenraum wurde im Stil des Spätbarock errichtet. Der Altarraum ist schmaler und niedriger als das Kirchenschiff.

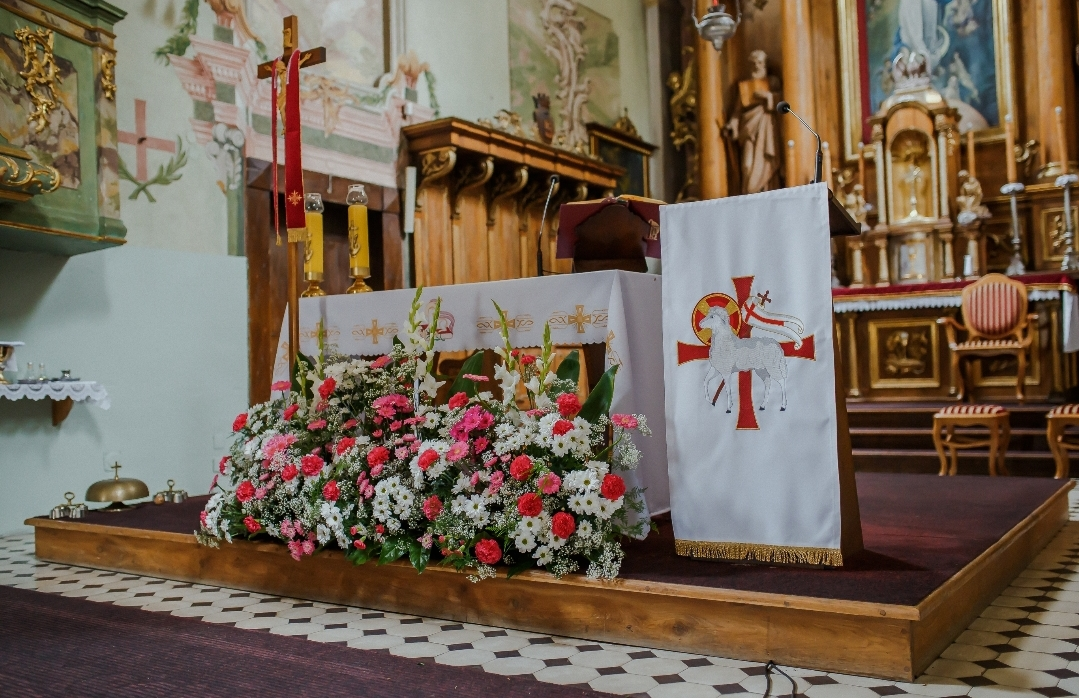
Geschmückter Altar in der Pfarrkirche

Neben dem Presbyterium mit einem rechteckigen Grundriss befinden sich östlich und westlich zwei symmetrische Sakristeien mit rechteckigem Grundriss. Der Hochchor wird von drei Arkaden getragen, die 1937 erweitert wurden. Das Kirchenschiff ist mit Satteldächern gedeckt und wird von dem Glockenturm gekrönt. 

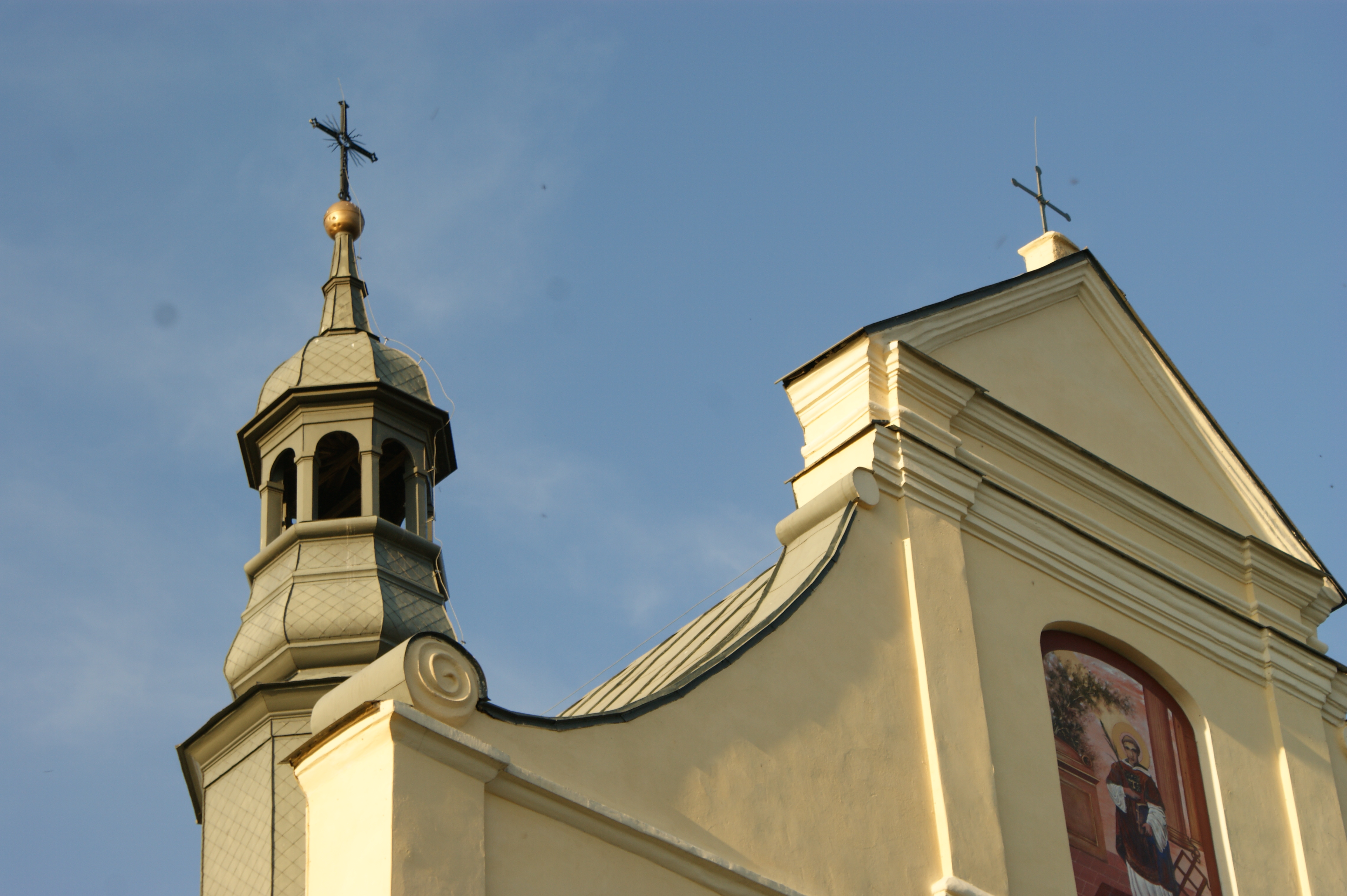
Glockenturm der St. Laurentius Kirche in der Gmina Żółkiewka

An den Wänden befindet sich ein Polychrom aus Malereien im spätbarocken Stil, das 1776 von Gabriel Sławiński angefertigt wurde. Das Rokoko-Taufbecken aus der zweiten Hälfte des 18. Jahrhunderts steht auf dem Taufstein aus dem 15. Jahrhundert und zeigt die Taufe Jesu im Jordan. Das Feretron, ein beidseitiges Bild im Schmuckrahmen, stammt aus der zweiten Hälfte des 18. Jahrhunderts und zeigt Gemälde der Maria mit Jesuskind und Nikolaus von Myra im Rokoko-Stil. Zwei Pastellmalereien aus der zweiten Hälfte des 18. Jahrhunderts zeigen den Stifter Tomasz Stamierowski und seine Ehefrau Anna.
Das Kruzifix stammt aus dem 18. Jahrhundert. Die beiden Prozessionskreuze aus der zweiten Hälfte des 18. Jahrhunderts repräsentieren ebenfalls den Rokokostil.